# Amegilla dohertyi
Amegilla dohertyi là một loài Hymenoptera trong họ Apidae. Loài này được Gribodo mô tả khoa học năm 1894.